# Mimosa adenophylla
Mimosa adenophylla är en ärtväxtart som beskrevs av Paul Hermann Wilhelm Taubert. Mimosa adenophylla ingår i släktet mimosor, och familjen ärtväxter.

## Underarter
Arten delas in i följande underarter:
- M. a. adenophylla
- M. a. armandiana
- M. a. mitis